# Abd Allah Muhammad Ibn-Abil Jisal
Abd Allah Muhammad Ibn-Abil Jisal, también conocido como Abil Jisal, o 'Ashacuri', el «segureño», (Furgalit —actual Las Gorgollitas—; 4 de diciembre de 1072-Qurṭuba, 28 de mayo de 1146) fue un poeta y erudito andalusí, considerado como el último sabio de Al-Ándalus.

## Biografía
Nació el 4 de diciembre de 1072 en Furgalit, lo que es hoy día la aldea segureña de Las Gorgollitas, dentro del distrito de Segura (Iqlin de Shaqura), formando parte de la Cora de Jaén. Tuvo tres hermanos también notables. Muy estudioso desde la infancia, viajaba a Jaén para acudir a las clases que impartía Abu l-Hassan b.Malik al-Ya’miri, famoso qadi de Úbeda. Además, estudió en el centro de la ciencia de Al-Ándalus, que era la ciudad de Córdoba, siendo compañero de otros ilustres personajes y teniendo un gran número de destacados maestros.
Se conoce que tuvo un hijo, Abu Mawan, que fue asesinado violentamente en Almería. Como padre recogió su memoria en una emotiva elegía.
Ibn Abi l-Jisal ejerció como katib (secretario), labrándose una buena fama. Profundizó en muy diversas ramas del saber y se ocupó asimismo como profesor, tanto en su casa de Córdoba como en otros lugares.
Muy participativo en actividades culturales y políticos y envuelto en ambientes intelectuales, convivió con muchos personajes eminentes, como literatos, ulemas o políticos. Consiguió alcanzar un puesto social significativo, obteniendo el título de «dul wizaratayn».
Falleció el día 28 de mayo de 1146, en la ciudad de Córdoba, a manos de los bereberes, en la fitna de Córdoba contra los almorávides.

## Obra

### Trabajos de recuperación
Los estudios de doctorado de la doctora Aishah Mubarak Muhammad M. Esmail, profesora de la Universidad de Kuwait, permitieron localizar gran cantidad de obras de este personaje de la Cora de Yayyan, conservadas entre la Biblioteca General de Rabat y la Real Biblioteca de El Escorial.
Se conservan, en su mayoría aún en manuscritos inéditos, fragmentos de sus obras en prosa, en verso, cartas publicadas por personajes ilustres de la época, etcétera. La profesora Aishah Mubarak cuenta hasta un total de veintidós obras con fragmentos de cartas y versos de Ibn Abi l-Jisal.

### Estilo
El estilo de sus cartas es culto y elegante, con amplio uso de la retórica, de la metáfora y del símil. Dicho estilo se enmarca más en la línea de Al-Ándalus y del Magreb que en la de Oriente. Emplea frases y palabras extraídas del Corán. En su prosa reúne sentencias, dichos y refranes.